# Strdup

strdup — нестандартная функция языка программирования Си, создающая копию указанной нуль-терминированной строки в куче (используя malloc) и возвращающая указатель на неё. Чтобы освободить место, используемое созданной копией, необходимо вызвать free. Функция появилась в BSD, включена в POSIX, но не является частью стандартов ANSI/ISO, хотя поддерживается почти всеми компиляторами.

## Функция
Прототип описан в заголовочном файле string.h:
char* strdup (const char *src);
- src — указатель на исходную строку.

## Возвращаемое значение
Указатель на копию строки.
Если выделение памяти закончилось неудачей, то создания копии не происходит и функция возвращает NULL.

## Пример использования
```
#include
 
<string.h>

#include
 
<stdio.h>
                      /* для printf() */

#include
 
<malloc.h>
                     /* для free() */

char
  
buf
[
1024
];

char
  
*
arr
[
300
];

int
 
main
()

{

    
int
 
i
,
k
;

    
scanf
(
"%d
\n
"
,
&
k
);

    
if
(
k
>
300
)
 
k
=
300
;

    
/* читаем k строк и складываем их */

    
for
(
i
=
0
;
i
<
k
;
i
++
)
 
{

    	
fgets
(
buf
,
 
strlen
(
arr
[
i
]),
 
stdin
);

    	
arr
[
i
]
=
strdup
(
buf
);

    
}

    
/* выводим на печать */

    
for
(
i
=
0
;
i
<
k
;
i
++
)
 
printf
(
"line %3d -> %s
\n
"
,
i
+
1
,
arr
[
i
]);

    
/* чистим память */

    
for
(
i
=
0
;
i
<
k
;
i
++
)
 
free
(
arr
[
i
]);

	
return
 
0
;

}

```